# Федеральный окружной суд Восточного округа Виргинии
Федеральный окружной суд Восточного округа Виргинии (англ. United States District Court for the Eastern District of Virginia, E.D. Va.) — федеральный окружной суд США, рассматривающий по первой инстанции дела в восточном судебном округе штата Виргиния.

## Территориальная юрисдикция

Карта окружных судов Виргинии

Территориальная юрисдикция суда распространяется на Северную Виргинию, Хэмптон-Роудс и метрополитенский ареал Большой Ричмонд, а также Алегзандрию, Норфолк и Ньюпорт-Ньюс.